# Pływanie na Letnich Igrzyskach Olimpijskich 2020 – 200 m stylem grzbietowym kobiet
200 m stylem grzbietowym kobiet – jedna z konkurencji pływackich, które odbyły się podczas XXXII Igrzysk Olimpijskich w Tokio. Eliminacje miały miejsce 29 lipca, półfinały 30 lipca, a finał konkurencji 31 lipca 2021 roku.

## Terminarz
Wszystkie godziny podane są w czasie japońskim (UTC+09:00) oraz polskim (CEST).
| Data          | Godzina rozpoczęcia | Godzina rozpoczęcia |            |
| Data          | UTC+09:00           | CEST                |            |
| ------------- | ------------------- | ------------------- | ---------- |
| 29 lipca 2021 | 20:08               | 13:08               | Eliminacje |
| 30 lipca 2021 | 11:35               | 4:35                | Półfinały  |
| 31 lipca 2021 | 10:37               | 3:37                | Finał      |

## Rekordy
Przed zawodami rekord świata i rekord olimpijski wyglądały następująco:
| Rekord            | Zawodniczka      | Czas    | Miejsce | Data            |       |
| ----------------- | ---------------- | ------- | ------- | --------------- | ----- |
| Rekord świata     | Regan Smith      | 2:03,35 | Gwangju | 26 lipca 2019   | [ 2 ] |
| Rekord olimpijski | Melissa Franklin | 2:04,06 | Londyn  | 3 sierpnia 2012 | [ 3 ] |

## Wyniki

### Eliminacje
| Miejsce | Wyścig | Tor | Zawodniczka           | Państwo                     | Czas    | Uwagi |
| ------- | ------ | --- | --------------------- | --------------------------- | ------- | ----- |
| 1.      | 4      | 4   | Kaylee McKeown        | Australia                   | 2:08,18 | Q     |
| 2.      | 2      | 4   | Rhyan White           | Stany Zjednoczone           | 2:08,23 | Q     |
| 2.      | 4      | 5   | Kylie Masse           | Kanada                      | 2:08,23 | Q     |
| 4.      | 2      | 5   | Phoebe Bacon          | Stany Zjednoczone           | 2:08,30 | Q     |
| 5.      | 2      | 6   | Liu Yaxin             | Chiny                       | 2:08,36 | Q     |
| 6.      | 4      | 3   | Taylor Ruck           | Kanada                      | 2:08,87 | Q     |
| 7.      | 3      | 2   | Peng Xuwei            | Chiny                       | 2:09,03 | Q     |
| 8.      | 3      | 5   | Emily Seebohm         | Australia                   | 2:09,10 | Q     |
| 8.      | 4      | 6   | Katalin Burián        | Węgry                       | 2:09,10 | Q     |
| 10.     | 3      | 6   | Lena Grabowski        | Austria                     | 2:09,77 | Q     |
| 11.     | 2      | 1   | Tatiana Salcuțan      | Mołdawia                    | 2:09,98 | Q     |
| 12.     | 3      | 4   | Margherita Panziera   | Włochy                      | 2:10,26 | Q     |
| 13.     | 4      | 7   | Laura Bernat          | Polska                      | 2:10,37 | Q     |
| 14.     | 4      | 2   | África Zamorano       | Hiszpania                   | 2:10,72 | Q     |
| 15.     | 4      | 8   | Aviv Barzelay         | Izrael                      | 2:11,13 | Q     |
| 16.     | 2      | 2   | Sharon van Rouwendaal | Holandia                    | 2:11,24 | Q     |
| 17.     | 1      | 4   | Ingeborg Løyning      | Norwegia                    | 2:11,68 |       |
| 18.     | 2      | 7   | Lee Eun-ji            | Korea Południowa            | 2:11,72 |       |
| 19.     | 3      | 7   | Daryna Zewina         | Ukraina                     | 2:12,30 |       |
| 20.     | 3      | 3   | Katinka Hosszú        | Węgry                       | 2:12,84 |       |
| 21.     | 2      | 3   | Cassie Wild           | Wielka Brytania             | 2:12,93 |       |
| 22.     | 3      | 1   | Darja Ustinowa        | Rosyjski Komitet Olimpijski | 2:13,72 |       |
| 23.     | 1      | 5   | Celina Márquez        | Salwador                    | 2:14,72 |       |
| 24.     | 4      | 1   | Ali Galyer            | Nowa Zelandia               | 2:15,16 |       |
| 25.     | 3      | 8   | Simona Kubová         | Czechy                      | 2:15,81 |       |
| 26.     | 1      | 3   | Felicity Passon       | Seszele                     | 2:16,18 |       |
| 27.     | 2      | 8   | Krystal Lara          | Dominikana                  | 2:18,63 |       |

### Półfinały

#### Półfinał 1
| Miejsce | Tor | Zawodniczka           | Państwo           | Czas    | Uwagi |
| ------- | --- | --------------------- | ----------------- | ------- | ----- |
| 1.      | 6   | Emily Seebohm         | Australia         | 2:07,09 | Q     |
| 2.      | 5   | Phoebe Bacon          | Stany Zjednoczone | 2:07,10 | Q     |
| 3.      | 4   | Rhyan White           | Stany Zjednoczone | 2:07,28 | Q     |
| 4.      | 3   | Taylor Ruck           | Kanada            | 2:08,73 | Q     |
| 5.      | 7   | Margherita Panziera   | Włochy            | 2:09,54 |       |
| 6.      | 2   | Lena Grabowski        | Austria           | 2:10,10 |       |
| 7.      | 1   | África Zamorano       | Hiszpania         | 2:10,42 |       |
| 8.      | 8   | Sharon van Rouwendaal | Holandia          | 2:12,98 |       |

#### Półfinał 2
| Miejsce | Tor | Zawodniczka      | Państwo   | Czas    | Uwagi |
| ------- | --- | ---------------- | --------- | ------- | ----- |
| 1.      | 5   | Kylie Masse      | Kanada    | 2:07,82 | Q     |
| 2.      | 4   | Kaylee McKeown   | Australia | 2:07,93 | Q     |
| 3.      | 3   | Liu Yaxin        | Chiny     | 2:08,65 | Q     |
| 4.      | 6   | Peng Xuwei       | Chiny     | 2:08,76 | Q     |
| 5.      | 2   | Katalin Burián   | Węgry     | 2:09,65 |       |
| 6.      | 7   | Tatiana Salcuțan | Mołdawia  | 2:10,09 |       |
| 7.      | 1   | Laura Bernat     | Polska    | 2:12,86 |       |
| 8.      | 8   | Aviv Barzelay    | Izrael    | 2:12,93 |       |

### Finał
| Miejsce | Tor | Zawodniczka    | Państwo           | Czas    | Uwagi |
| ------- | --- | -------------- | ----------------- | ------- | ----- |
| 1 !     | 2   | Kaylee McKeown | Australia         | 2:04,68 |       |
| 2 !     | 6   | Kylie Masse    | Kanada            | 2:05,42 | NR    |
| 1 !     | 4   | Emily Seebohm  | Australia         | 2:06,17 |       |
| 4.      | 3   | Rhyan White    | Stany Zjednoczone | 2:06,39 |       |
| 5.      | 5   | Phoebe Bacon   | Stany Zjednoczone | 2:06,40 |       |
| 6.      | 1   | Taylor Ruck    | Kanada            | 2:08,24 |       |
| 7.      | 8   | Peng Xuwei     | Chiny             | 2:08,26 |       |
| 8.      | 7   | Liu Yaxin      | Chiny             | 2:08,48 |       |